# Wandeir
Wandeir Oliveira dos Santos, genannt Wandeir (* 15. Mai 1980 in Morada Nova de Minas, Minas Gerais), ist ein ehemaliger brasilianischer Fußballspieler, der in Mazedonien eingebürgert wurde. Er spielte im Sturm vorzugsweise als hängende Spitze, fungierte aber auch als Flügelspieler.

## Karriere
Wandeir spielte zwischen 1995 und 2002 in Brasilien für fünf verschiedene Vereine, darunter auch América Mineiro. Im Januar 2003 wechselte er zum mazedonischen Erstligisten FK Cementarnica 55 Skopje. Im Mai gewann er mit dem Klub den mazedonischen Pokal. Im Sommer 2003 verließ er den Verein jedoch schon wieder und wechselte zum Ligakonkurrenten Vardar Skopje. Dort konnte er durch seine Torgefährlichkeit überzeugen, sodass er im Sommer 2005 vom deutschen Zweitligisten Kickers Offenbach für ein Jahr auf Leihbasis verpflichtet wurde. Jedoch konnte er die Erwartungen nicht erfüllen und kam meist nur als Einwechselspieler zum Einsatz. Daher kehrte er im Sommer 2006 nach Mazedonien zurück. Nach einer weiteren guten Saison bei Vardar Skopje (Pokalsieg) wechselte er zum portugiesischen Erstligisten Naval 1º de Maio. Dort konnte er sich jedoch auch nicht durchsetzen und wechselte nach einem halben Jahr auf Leihbasis bis zum Saisonende 2007/08 zum rumänischen Erstligisten Pandurii Târgu Jiu. Diese wollten ihn auch nicht fest verpflichten, weshalb er im Sommer 2008 nach Portugal zurückkehrte, wo er sich dann dem Zweitligisten Varzim SC anschloss. Jedoch verließ er auch diesen Verein schon wieder im Februar 2009 und wechselte zurück nach Mazedonien, wo er bei Rabotnički Skopje unterschrieb. Dort wurde er wieder Stammspieler und traf auch wieder regelmäßiger das Tor. Im Mai 2009 wurde er mit dem Verein Pokalsieger. Im Januar 2011 wechselte er zum Ligakonkurrenten Vardar Skopje. Dort lief sein Vertrag im Sommer 2011 aus und Wandeir war vereinslos. Im Januar 2012 kehrte er nach Brasilien zurück und unterschrieb bei São José EC. 2017 beendete er seine aktive Laufbahn.

## Erfolge
Cementarnica
- Mazedonischer Pokalsieger: 2003

Vardar
- Mazedonischer Pokalsieger: 2007

Rabotnički
- Mazedonischer Pokalsieger: 2009